# 国鉄貨車の車両形式

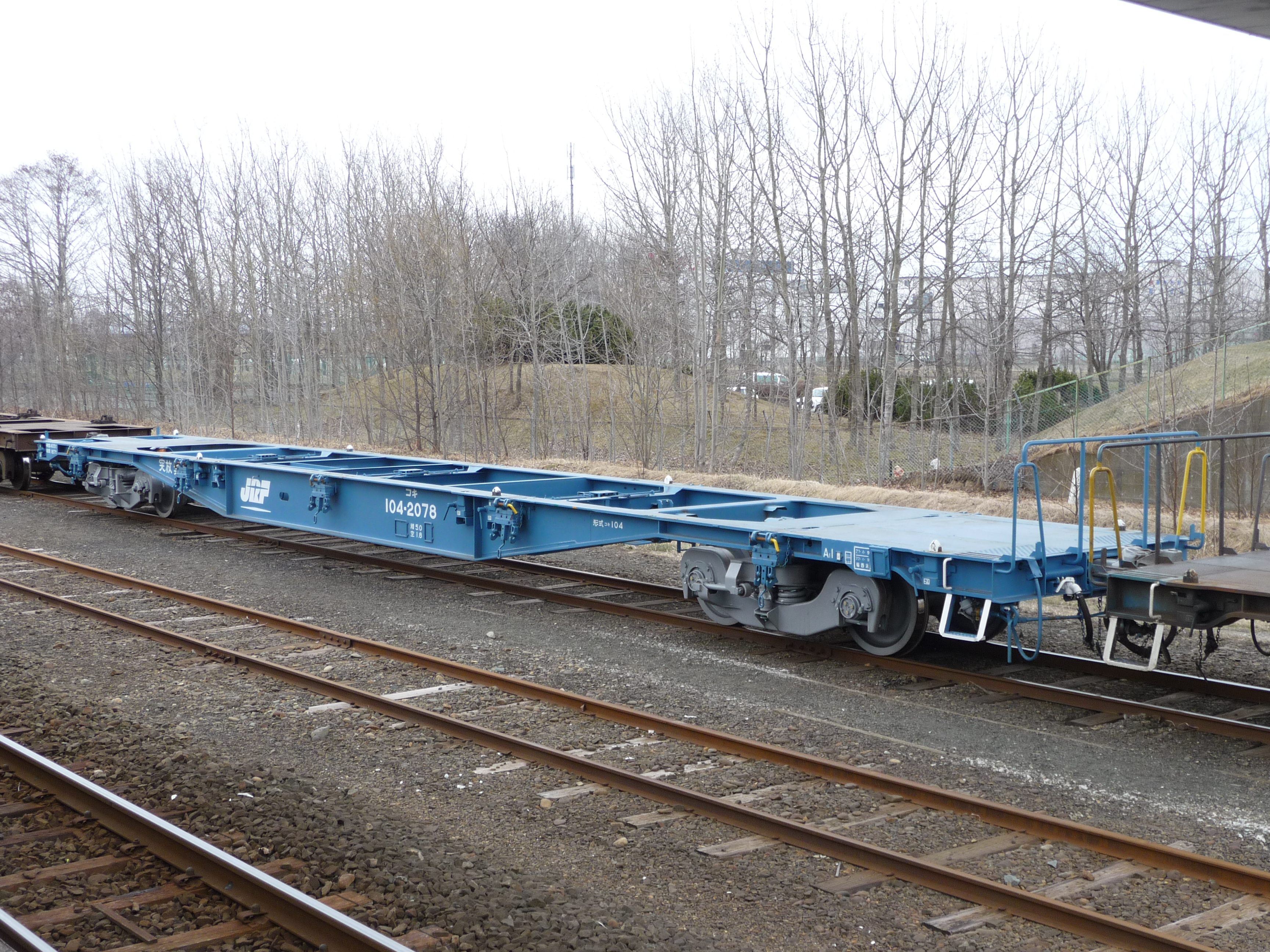
コキ104形貨車

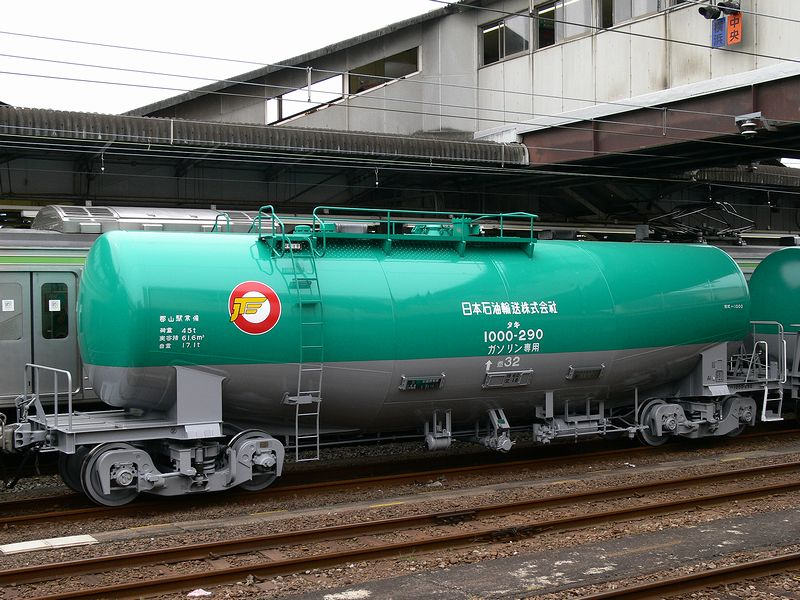
タキ1000形貨車

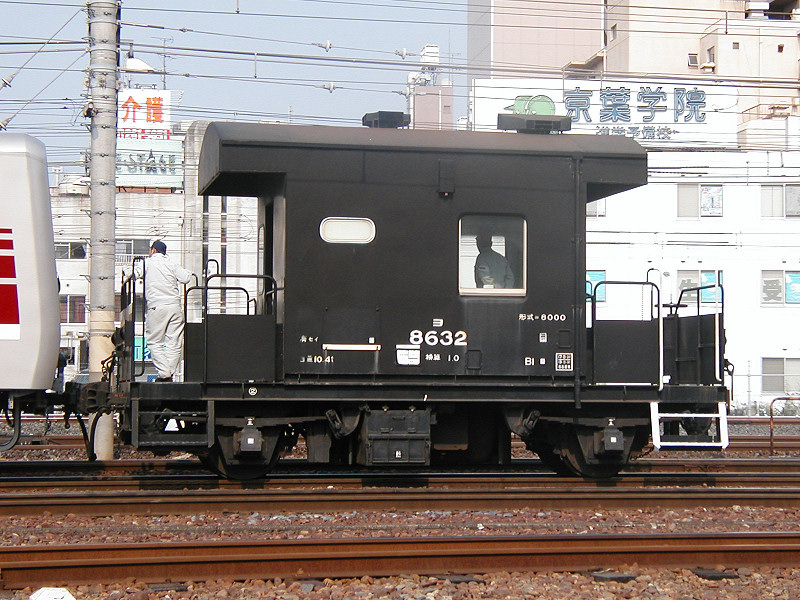
ヨ8000形貨車

国鉄貨車の車両形式（こくてつかしゃのしゃりょうけいしき）では、日本国有鉄道（その前身組織を含む）やJRグループで使用されている貨車の形式称号について記述する。現在の日本で使用されている貨車（私鉄所有や私有貨車を含む）については現存する日本の貨車形式一覧を参照。

## 概要
国鉄末期に使用されていた貨車の形式および車両番号の付け方は以下のとおりで、1928年（昭和3年）10月1日に施行されたものをもとに、何度かの小改正が行われたものである。
|      | ○  | ●  | △  | N | N | N | N | N | 車両形式                    |
| ---- | -- | -- | -- | - | - | - | - | - | --------------------------- |
| 例1) | ワ | ム |    | 8 | 0 | 0 | 1 | 1 | ワム80000形有蓋車           |
| 例2) | コ | キ | フ | 1 | 0 | 0 | 0 | 5 | コキフ10000形コンテナ緩急車 |

このうち、○は用途記号、●は積載重量記号、△は緩急車をあらわす用途記号、Nは同一形式内の車両番号を表している。形式称号は同形式中の最初の番号に当該記号を冠したものを用い上の例ではワム80000、コキフ10000などとなる。
実際の貨車への標記は次のように行われる。
| 標記フォーム | 例1           | 例2          |
| ------------ | ------------- | ------------ |
| ※○●△※ NNNNN  | ハワム 285486 | コキフ 50472 |

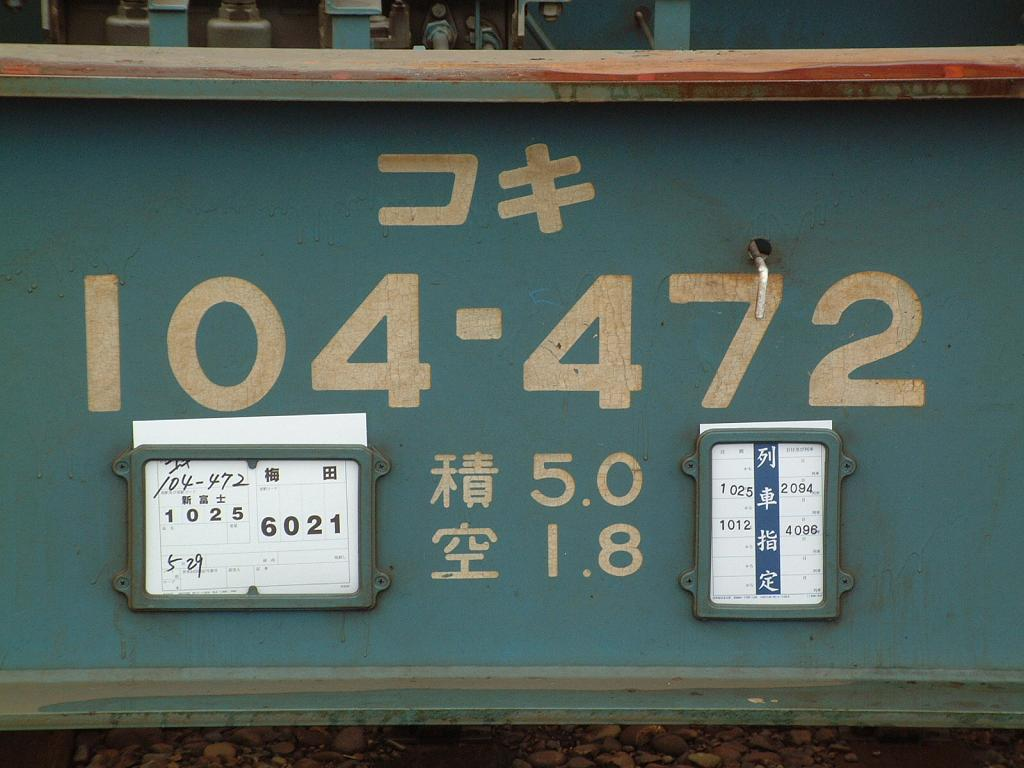
コキ104形コンテナ車の標記

ここで、小文字で書かれる※は特殊標記符号（後述）を表し、形式には含まれない。
日本貨物鉄道（JR貨物）発足後は、電車等のように形式と車両番号を切り離して間にハイフンを入れる方式も取られるようになった。
| 例           |
| ------------ |
| コキ 104-472 |

以上のようにスペースに余裕がない場合を除き、記号と番号を2段書きするのが原則であったが、この表示方法は民営化後のJR貨物でも継続されている。

## 用途記号
この記号により、貨車の種類や形態が定められる。そのため複数の記号を重ねて使用することはない。営業用で緩急装置（車掌室）を持つものについては、積載重量記号の後に「フ」が加えられる。

### 営業用

#### 該当貨車共通
- フ : 緩急車（かんきゅうしゃ）:ブレーキのフ。緩急装置（車掌室）を持つもののみ、積載重量記号の後に付する。

#### 有蓋貨車
- ワ : 有蓋車（ゆうがいしゃ） : "Wagon"（ワゴン）のワ[1][注 1]
- テ : 鉄製有蓋車（てつせいゆうがいしゃ） : テツのテ[1]。
- ス : 鉄側有蓋車（てつがわゆうがいしゃ・てつそくゆうがいしゃ） : 「鉄」を表す英語Steel（スチール）のス[1]。
- カ : 家畜車（かちくしゃ） : カチクのカ[1]。
- ウ : 豚積車（ぶたづみしゃ・とんせきしゃ） : ウシのウ[1]。当初は家畜車の記号を「ウ」に変更し、新区分の豚積車を「カ」とする予定であったが、家畜車の両数が多く記号を書き換える手間を省くため、豚積車を新記号の「ウ」とした。ブタの鳴き声（ブウブウ）のウや、ヴタのウというのは誤り[注 2]。
- ツ : 通風車（つうふうしゃ） : ツウフウのツ[1]。
- ナ : 活魚車（かつぎょしゃ） : サカナあるいはナマザカナのナ[注 3]。
- パ : 家禽車（かきんしゃ） : 「家禽」を示す英語"Poultry"（パルトリー）のパ。
- ポ : 陶器車（とうきしゃ） : 「陶器」を示す英語"Pottery"（ポッタリー）のポ[1]。
- レ : 冷蔵車（れいぞうしゃ） : レイゾウのレ[1]。

#### 無蓋貨車
- ト : 無蓋車（むがいしゃ） : "Truck"（トラック）のト。
- ク : 車運車（しゃうんしゃ） : クルマのク。
- シ : 大物車（おおものしゃ） : 旧称の重量物運搬車からジュウリョウのシ[1]。
- チ : 長物車（ながものしゃ） : 「木材」を表す英語"Timber"（チンバー）のチ[1]。コンテナ車も当初は「チ」を使用していた。
- コ : コンテナ車（こんてなしゃ） : コンテナのコ[1]。1966年3月の規程改正により制定。制定時は衡重車（こうじゅうしゃ）が「コ」を使用していたが検重車に名称変更をして記号をコンテナ車に譲った。
- リ : 土運車（つちうんしゃ・どうんしゃ） : ジャリのリ[1]。

#### タンク貨車
- タ : タンク車（たんくしゃ） : タンクのタ[1]。
- ミ : 水運車・水槽車（すいうんしゃ・すいそうしゃ） : ミズのミ[1]。

#### ホッパ貨車
- ホ : ホッパ車（ほっぱしゃ）:ホッパのホ[1]。
- セ : 石炭車（せきたんしゃ）:セキタンのセ[1]。

### 事業用
いずれも単独で使用される。また、緩急設備（車掌室）を持っていても緩急車の記号「フ」は付かず、積載重量記号も使用されない。
なお、これらの車両は営業貨物を運ばないので厳密には貨車ではない。事業用貨車と呼称するのは誤りで、正しくは事業用車である。重量記号がつかないのはこのためである。
- エ : 救援車（きゅうえんしゃ） : キュウエンのエ[1]。
- キ : 雪掻車・除雪車（ゆきかきしゃ・じょせつしゃ） : ユキかきのキ[1]。
- ケ : 検重車（けんじゅうしゃ） : ケンジュウのケ[1]。制定時の名称は衡重車（こうじゅうしゃ）で記号は「コ」であったが、1966年3月の規定改正により新設されたコンテナ車に記号「コ」を譲り、名称と記号が変更された。
- サ : 工作車（こうさくしゃ） : コウサクのサ[1]。
- ソ : 操重車（そうじゅうしゃ） : ソウジュウのソ[1]。
- ヒ : 控車（ひかえしゃ） : ヒカエのヒ[1]。
- ピ : 歯車車（はぐるましゃ） : 「小口径の歯車」を表す英語"Pinion"（ピニオン）のピ。
- ヤ : 職用車・試験車（しょくようしゃ・しけんしゃ） : 役所のヤ[1]。
- ヨ : 車掌車（しゃしょうしゃ） : シャショウのヨ[1]。

## 積載重量記号
記号の由来は下記参照。
| 記号     | 積載重量  |
| -------- | --------- |
| （なし） | 13t以下   |
| ム       | 14t - 16t |
| ラ       | 17 - 19t  |
| サ       | 20 - 24t  |
| キ       | 25t以上   |

## 同一形式内の車両番号
国鉄時代の形式番号は、その形式内で最初の番号を採る。その際、一位の数字は原則として0または5から始まるが、形式番号が1形（コム1形・ツム1形等）となる形式は1から始まるなどの例外もある。増備によって次形式の番号に達してしまった場合や、何らかの理由で同形式内で区別が必要となった場合は、その形式の頭（4桁の形式の場合は万位、5桁の形式の場合は十万位など）に数字を付加することもある。その場合、何らかの形で形式数字の一部を残すのが原則であるが、当初の想定を超えた大増備が行われた結果、空番を場当たり的に与えられ、番号から形式の判別がつきにくい例（タキ1900形のタキ112208、タキ5450形のタキ155499等）もしばしば生じた（ただし、形式名は車両番号とは別に、車体の隅に一回り小さい文字で「形式 タキ1900」のように標記されている）。
国鉄分割民営化後に登場したJR貨物の新形式については、形式番号と車番をハイフンを介して結合する、新性能電車と同じ方式を採用しているため、車番は1 - になっている。ただし、同一形式内での区別のために、千位・万位にオフセットした番台区分を行うこともある（この場合も下1桁は1 - になる）。

## 特殊標記符号
特殊標記符号とは、貨物輸送基準規定（車輛塗色及び標記基準規定）により定められている、貨車の構造や性能を表示する符号である。荷役や運用上の都合で定められており、用途を表すカタカナの前もしくは後ろに一回り小さいカタカナで標記する。
| 符号 | 対象 | 形式例                                    |
| ---- | --- | ----------------------------------------- |
| テ   | 氷用天井タンクのある冷蔵車                                                                                          | レテ12000                                 |
| ナ   | 氷タンクのない冷蔵車                                                                                                | レナ16000                                 |
| ワ   | 有蓋車兼用 | ツワ4000、ワトラ25000（有蓋車代用無蓋車） |
| コ   | 標記トン数が17t及び15tと併記してある無蓋車、 および車体の最大長さが12m以下のタンク車。                              | コトラ23000、コタキ                       |
| ス   | 標記トン数が18t及び15tと併記してある無蓋車。                                                                        | ストラ55000                               |
| オ   | 標記トン数が36tと標記してある無蓋車、 および車体の長さが16mをこえるタンク車、 車体の最大長さが12mをこえるホッパ車。 | オトキ25000、オタキ、オホキ               |
| ハ   | 標記トン数が15tのパレット荷役用有蓋車                                                                               | ハワム80000                               |
| ロ   | 地域を限定して運用する最高速度65km/h以下の貨車                                                                      | ロシキ、ロセキ                            |
| ア   | 純アルミ製タンク車（「純アルミ」と表示）                                                                            | アタム                                    |

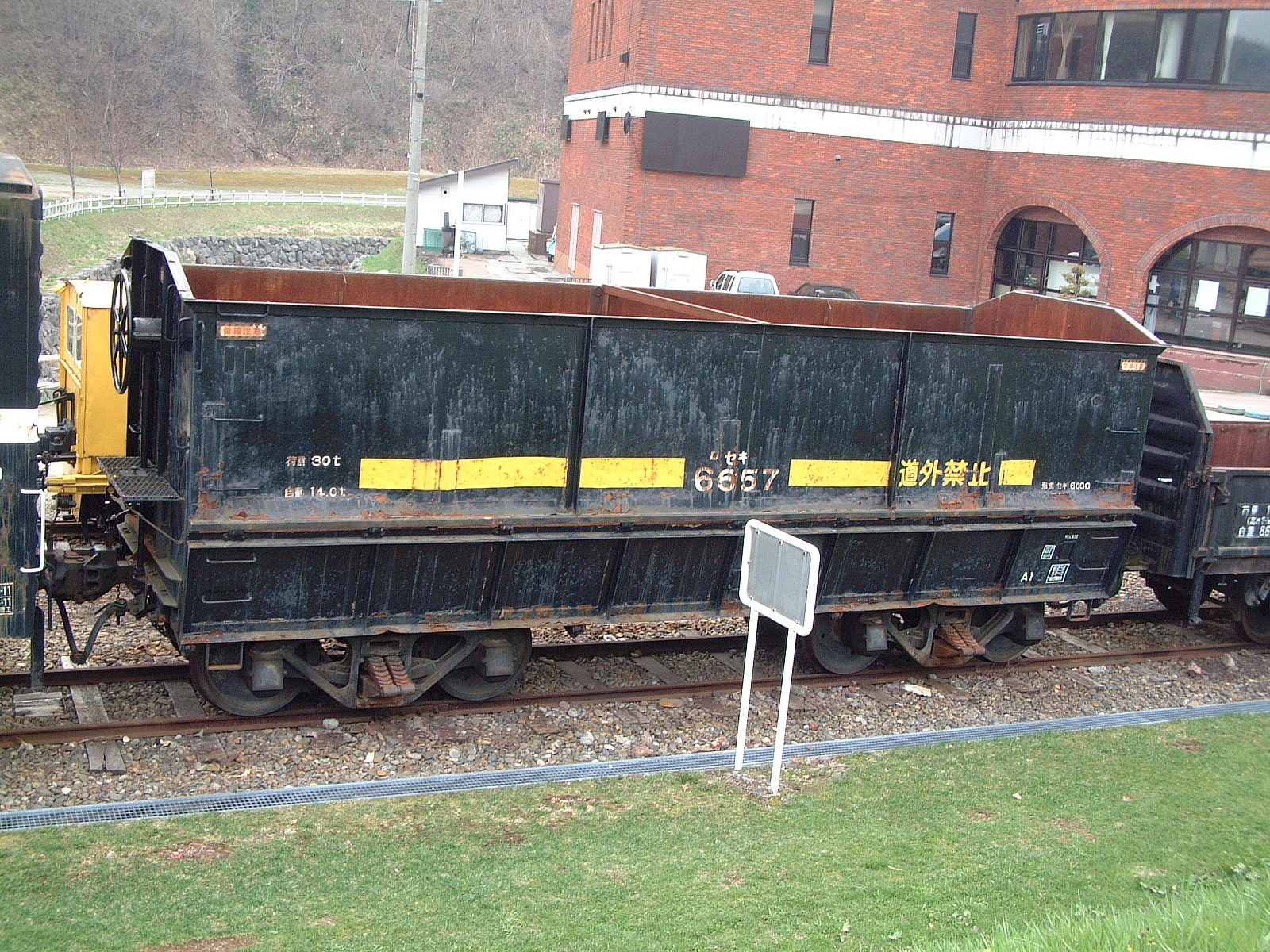
最高速度65km/h以下を示す黄帯と「道外禁止」の標記がある石炭車
（セキ6000形）

- 上記のほか、符号ロが丸囲み（通称マルロ）の場合は、「北海道地区内で限定運用する時速65km/h以下の貨車のうち、普通貨車の有蓋車、鉄側有蓋車、無蓋車及び私有貨車」、いわゆる道外禁止車両を表す。
- 1968年（昭和43年）12月24日から識別のため、ロの符号の付いた車両の車体には黄色の帯が入る。同じくマルロの車両およびロの符号の付いた北海道内の車両（2段リンク改造が行われていないロの符号の付いた車両の大半を北海道内に押し込めた）には、黄帯を途切った中に黄文字で「道外禁止」の文字が入る。
- また、上記の符号を複数組合せた車両もある（アコタキ等）。
- これ以前には、キ：急行便用（キワム）などがあった。

## 規程の歴史
貨車の形式名称に関わる規定の主な歴史、改正をまとめると次の通りである。

### 明治期
当初は番号だけだったが、1897年（明治30年）11月に「局有貨車々符号及積量票記方ノ件」(鉄運乙 第1409号)により構造別に8車種の車種記号をカタカナ記号で定め、有蓋貨車=「ワ」、魚車=「ウ」、家畜車＝「カト」、貨物緩急車=「カブ」、油車=「ア」、無蓋車=「ト」、石車=「セ」、材木車=「チ」とした。
さらに1902年（明治35年）9月には「官設鉄道客貨車検査及修理心得」(鉄汽運甲第1088号)を制定して、構造別に車種記号および形式番号が整理された。この時点での記号には次のようなものがある。
有蓋貨車=「ワ」、有蓋貨車（制動機付）=「ワブ」、家畜車=「カト」、貨物緩急車=「カブ」、貨物緩急車（歯車つき）「ピブ」、無蓋車=「ト」、材木車=「チ」、石車=「セ」、油車=「ア」、土砂車=「ツチ」、油槽車=「ユソ」、真空ブレーキの列車管付き=「ホ」。

### 1911年称号規程
1911年（明治44年）1月16日付達第20号により制定された車両称号規程では、貨車の名称・記号は次の通り。
| 有蓋車       | 有蓋車 | 有蓋車           |
| 名称         | 記号   | 由来             |
| ------------ | ------ | ---------------- |
| 有蓋貨車     | ワ     | ワゴン           |
| 非常車       | ヒ     | ひじょう         |
| 魚運車       | ウ     | うお             |
| 石灰車       | カイ   | せっかい         |
| 水槽車       | ミ     | みず             |
| 家畜車       | カ     | かちく           |
| 緩急車歯車付 | ピフ   | ぴにおんぶれーき |
| 油槽車       | ア     | あぶら           |
| 馬運車       | ム     | むま（馬）       |
| 雪掻車       | ユキ   | ゆき             |
| 冷蔵車       | レソ   | れいぞう         |
| 瓦斯槽車     | カス   | ガス             |
| 家具車       | カグ   | かぐ             |

| 無蓋車             | 無蓋車 | 無蓋車             |
| 名称               | 記号   | 由来               |
| ------------------ | ------ | ------------------ |
| 炭水貨車           | タス   | たんすい           |
| 無蓋貨車           | ト     | トラック           |
| 無蓋貨車材木車兼用 | トチ   | トラック・チンバー |
| 石運車             | セキ   | せき（石）         |
| 鉄桁運搬車         | ケタ   | けた               |
| 底開き式石炭車     | タ     | せきたん           |
| 土運車             | ツ     | つち               |
| 土運車材木車兼用   | ツチ   | つち・チンバー     |
| 材木車             | チ     | チンバー           |
| コークス車         | コク   | コークス           |
| 車運車             | シヤ   | しゃ（車）         |
| 石炭車             | セ     | せきたん           |

- ボギー貨車は積載重量により次の仮名文字を記号に冠する。20トン以上＝オ。10トン以上＝ホ。10トン未満＝コ。
- 車体が鉄製のものは「テ（てつ）」を、鉄張（木骨鋼板張り）のものは「テハ（てつはり）」記号を冠し、前者は「鉄製」を、後者は「鉄張」をその名称に冠す。但しボギー車にあっては、本項の記号は前項積載重量記号の次位に付す。
- 車掌の乗務すべき設備がなく、単に手用制動機のみを有するものは「フ（ブレーキ）」をその記号の最上位に冠して「何々手用制動機付」と称し、又その設備あるものは「フ」をその記号の末尾に付し、何々緩急車と称する。
- 形式称号は同形式中の最初の番号に当該記号を冠したものを用いる。
- 車両の番号は機関車、客車、有蓋の貨車、無蓋の貨車および石炭貨車[注 11]の5種に分け、各別に順を追って付ける。
- 同じ形式の車両はなるべく同一数字を冠する番号を付し、他の形式車両との間には将来増加すべき同形式車両に付すべき相当の番号を保留してよい。

### 1928年称号規程
1928年（昭和3年）5月17日達第380号に改定された車両称号規程では貨車の名称・記号は次の通り。なお同年10月31日に車両称号の統一整理を行い達第910号にて公布した。車両塗色と標記方式の規定も1929年（昭和4年）3月に制定、10月から施行した。なお、形式称号は同形式中の最初の番号に当該記号を冠したものを用いることは以前と同様である。
構造・用途による分類
- (1)有ガイ貨車
有ガイ車=ワ
鉄側有ガイ車=ス
鉄製有ガイ車=テ
車運車=ク[注 12]
冷蔵車=レ
通風車=ツ
家畜車=カ
豚積車=ウ
家きん車=パ
活魚車=ナ
陶器車=ポ

- (2)タンク貨車
タンク車=タ
水運車=ミ

- (3)無ガイ貨車
無ガイ車=ト
土運車=リ
石炭車=セ
長物車=チ
大物車=シ

- (4)準貨車　
車掌車=ヨ
雪かき車=キ
検重車=コ
操重車=ソ
控車=ヒ
歯車車=ピ

標記荷重トン数による記号
- 現行と同じ「ム・ラ・サ・キ」が、このときから用いられることになった。もともと馬車用の馬（ムマ）を輸送する有蓋車をワムと表記しており、その貨車の積載重量が15tであったことからムを14t - 16t用とし、他に使われていない文字で語呂が良いように決められた。

### 1953年改訂
1953年（昭和28年）4月8日付達第225号によりに次の改訂を行なった。施行は6月1日。
- ホッパ貨車の区分を設け、石炭車=セを無ガイ貨車から移動、ホッパ車=ホを新設。
- 準貨車を事業用貨車とする。試験車=ヤ、救援車=エ、工作車=サを追加。歯車車=ピはすでになくなっていた。

### 1959年改訂
1959年（昭和34年）6月23日号外付達第319号に次の改訂を行なった。
- 家きん車=パを廃止。
- 職用車=ヤを新設（試験車=ヤと同記号）。

### 1965年改訂
1965年（昭和40年）9月に次の改訂を行なった。
- 有ガイ貨車の車運車=クを廃止。無ガイ貨車の車運車=クを新設。
- 無ガイ貨車のコンテナ車=コを新設。衡重車=コを検重車=ケに改める[注 13]。